# Osowiec (Złotów)
Pour les articles homonymes, voir Osowiec.
Osowiec (prononciation : [ɔˈsɔvjɛt͡s]) est un village polonais de la gmina de Zakrzewo dans le powiat de Złotów de la voïvodie de Grande-Pologne dans le centre-ouest de la Pologne.
Il se situe à environ 5 kilomètres au nord-est de Zakrzewo (siège de la gmina), 14 kilomètres au nord-est de Złotów (siège du powiat), et à 114 kilomètres au nord de Poznań (capitale de la Grande-Pologne).
Le village possède une population de 100 habitants.

## Histoire
De 1975 à 1998, le village faisait partie du territoire de la voïvodie de Piła.

Depuis 1999, Osowiec est situé dans la voïvodie de Grande-Pologne.